# Nicolás Díez Vielba
Nicolás Diez Vielba (Bustillo de Santullán, Palencia, diciembre de 1948) es un escultor palentino. Estudió en la Escuela de Artes y Oficios de Barruelo de Santullán. Desde su profesión como soldador, comienza su afición por la escultura. Se perfecciona en los talleres de escultura de la Basauri Kultur Etxea. Entre sus obras destacan las figuras humanas realizadas en hierro. Nicolás Diez conecta el movimiento de sus obras con la armonía del conjunto dentro de un espacio formado por vacíos. Se pueden destacar las siguientres obras:

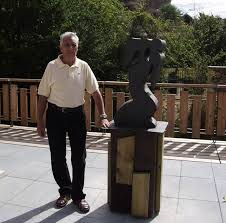
Nicolás Díez junto a obra escultórica en Mudá

- Transparencia en la plaza de Arigoiti, Basauri, 1999.
- El labrador, Bustillo de Santullán, 2005.
- Pastor, Salinas de Pisuerga, 2006.
- Bailando, Salinas de Pisuerga, 2006.
- Vértices I, Renedo de Zalima, 2010.
- Vértices II, San Mamés de Zalima, 2010.
- Lector del Fuero, Brañosera, 2010.
- Abrazos, Mudá, 2012.
- Minero, Barruelo de Santullán, 2014.
- Atleta, Barruelo de Santullán, 2014.

## Exposiciones
- Casa Torre de Basauri (2005)
- Sala de Caja España en Aguilar de Campoo (2003)